# 2864 Soderblom
A 2864 Soderblom (ideiglenes jelöléssel 1983 AZ) a Naprendszer kisbolygóövében található aszteroida. Brian A. Skiff fedezte fel 1983. január 12-én.